# Nicole Abar
Nicole Abar, née le 5 juillet 1959 à Toulouse, est une footballeuse internationale française, féministe et cadre de la fonction publique, responsable de la mise en place des ABCD de l'égalité. Elle est connue pour son engagement en faveur de l'égalité des filles et des garçons dans le domaine du sport.
Durant sa carrière de footballeuse au poste d'attaquante, elle est sept fois championne de France avec le Stade de Reims puis la VGA Saint-Maur entre 1980 et 1990. Elle est sélectionnée à 16 reprises en équipe de France.

## Biographie
Elle naît dans une famille issue de l'immigration : sa mère est italienne et son père est algérien. Elle est la benjamine d'une fratrie de sept enfants, fille d'un chauffeur-livreur et d'une mère au foyer. Elle vit d'abord dans le quartier Saint-Cyprien à Toulouse, un quartier du centre ville, avant de déménager dans le quartier de la Faourette situé à la périphérie de ville.
Un jour, alors qu'elle est assise au bord d'un terrain de football, un entraîneur vient la chercher et lui propose de rejoindre son équipe. Elle obtient ainsi sa première licence à l'âge de 11 ans à l'Association sportive de La Faourette à Toulouse, sous le prénom de Nicolas.
À 14 ans, elle lit le Deuxième Sexe de Simone de Beauvoir, prenant conscience de sa condition de fille. Les filles reçoivent en effet dans sa famille une éducation différente de celle des garçons.

### Carrière en club
À 16 ans, elle rejoint l'équipe féminine du Club Loisirs Léo Lagrange de Colomiers et dispute le championnat de France féminin organisé depuis un an par la Fédération française de football. En 1977, elle rejoint le Stade de Reims, triple tenant du titre. Elle a du mal à s'imposer au début face à des concurrentes comme Isabelle Musset, Marie-Bernadette Thomas ou Armelle Binard et voit son équipe perdre la finale du championnat face à l'AS Étrœungt en 1978 et 1979, finales qu'elle ne joue pas. Un an plus tard, elle s'impose finalement dans l'équipe et remporte son premier titre, en marquant un but en finale contre l'AS Soyaux, tout comme en 1981, mais cette fois son but ne suffit pas et les Rémoises s'inclinent à nouveau aux tirs au but contre Étrœungt. En 1982, elle remporte son deuxième titre de championne, avec une victoire 2-1 face à Étrœungt en finale. La domination de son équipe prend ensuite fin, et les deux années suivantes, elle fut éliminée dès les quarts de finale du championnat. 
En 1984, Nicole Abar rejoint la Vie au Grand Air de Saint-Maur, qui a déjà attiré quelques-unes de ses coéquipières du Stade de Reims, comme Thomas, Marie-Agnès Annequin et Élisabeth Loisel. L'équipe féminine val-de-marnaise domine le football féminin français dans les années 1980, comme Reims l'avait fait auparavant. L'attaquante manque la finale du championnat 1985 que son équipe remporte mais termine tout de même meilleure buteuse du championnat de France avec 29 réalisations. En 1986, 1987, 1988 et 1990, la VGA remporte quatre autres titres de champion et Abar y participe grandement avec sa partenaire offensive Régine Mismacq, en marquant deux buts lors de chacune des finales, sauf en 1988. Après trois années supplémentaires, Nicole Abar, âgée entre-temps de 34 ans, met fin sa carrière au plus haut niveau avec sept titres de championne de France. Elle fait par la suite deux saisons dans des petits clubs de la banlieue sud de Paris, à Villecresnes et au Plessis-Robinson.

### Carrière internationale
En février 1977, Nicole Abar est retenue pour la première en équipe de France par le sélectionneur Pierre Geoffroy et dispute son premier match international contre l'Angleterre à Longjumeau (0-0). En avril 1977, septembre 1978 et février 1979, sous la direction de Francis Coché, elle joue trois autres matchs amicaux, face à la Suisse (victoire 1-2), l'Irlande (0-0) et face au Pays de Galles (victoire 6-0).
Elle n'est rappelée ensuite que trois ans plus tard, en mai 1982. Pour son retour en bleu, elle marque le seul but français lors de la défaite à l'extérieur contre les Norvégiennes (1-2) et fait sept autres apparitions jusqu'en mars 1985. En février 1985, lors du nul 1-1 contre l'Italie à Vérone, elle marque son deuxième but international. Elle dispute les trois derniers de ses 16 matchs internationaux entre mai 1986 et avril 1987. Son dernier match a lieu contre les Suissesses avec une victoire 3-1. Aimé Mignot, qui remplacé Coché au poste de sélectionneur en 1987, ne fait pas appel à la buteuse par la suite, malgré ses succès en club.

### Après-carrière
Elle s'engage durant sa carrière pour la place des femmes dans le football, ainsi que pour l'encouragement de la pratique du sport par les filles. Elle est la fondatrice de l'association Liberté aux joueuses (LAJ) en 1997, qui promeut le sport féminin et combat les stéréotypes sexistes dans l'éducation et dans le sport. En 1998, elle crée un club de football féminin à Bagneux. Dans les années 2000, elle monte un projet d'éducation pour l'égalité des filles et des garçons dans le sport intitulé Passe la balle dans les écoles de primaire et les classes de 6e.
Au Plessis, après avoir raccroché les crampons, les filles qui évoluent en DH lui proposent de les entraîner pour monter en D2, ce qu'elle accepte. Le président du club et son bureau sont toutefois réfractaires à ce projet et lors d'une AG le 25 mai 1998 votent une résolution stipulant l'exclusion de toutes les équipes féminines du club. Elle porte alors plainte pour discrimination sexiste avec les joueuses devant les juridictions civiles. Elle perd en première instance mais finalement en 2002, après quatre ans de procédure, la cour d'appel de Versailles leur donne raison et condamne le club pour discriminations sur le genre. Cette décision fait jurisprudence en France et en Europe. Elles portent également l'affaire au pénal devant la 17e chambre correctionnelle du tribunal de Nanterre,. En novembre 2002, Nicole Abar et les trente-deux joueuses parties civiles, soutenues par l'association Femmes solidaires qui s'était également portée partie civile, obtient gain de cause. Le tribunal condamne le club à une amende de 500 € et les victimes obtiennent chacune symboliquement 1 € de dommages et intérêts,.
Très médiatisé, ce procès suscite une vague de réactions virulentes et de nombreuses insultes. Elle dénonce en mars 2000 des injures sexistes durant un conseil municipal de la part du maire du Plessis-Robinson. Elle attaque l'élu pour injures publiques et est soutenue par l'association des chiennes de garde.
Durant sa carrière de footballeuse, elle a abandonné ses études de sociologie politique et débuté un emploi à La Poste et ensuite à France Télécom. En 2000, alors dans la lumière avec les procès, la ministre de la Jeunesse et des Sports Marie-George Buffet lui offre le poste de chargée de mission « femmes et sport ». Entre 2004 et 2013, elle est responsable du sport professionnel et du sport de haut niveau à la Direction régionale de la jeunesse et des sports de Midi-Pyrénées,. Elle se voit ensuite confier la mission au sein du Ministère de l'Éducation nationale de mettre en place l'ABCD de l'égalité, programme qui a pour but de sensibiliser le personnel enseignant aux stéréotypes de genre.
Entre 2004 et 2007, elle reprend un rôle dans le football en entraînant les féminines du Toulouse FC, quadruple championnes de France de 1999 à 2002, évoluant toujours en D1. Son équipe termine successivement 5e, 4e et 8e du championnat. Dépouillée chaque été de ses meilleures joueuses, elle a vu l'écart financier et sportif s'accroître face aux grands clubs que sont Lyon, Montpellier et Juvisy.

## Palmarès

### En club
Stade de Reims
- Championnat de France (2)
  - Championne en 1980 et 1982.
  - Vice-championne en 1978, 1979 et 1981.

 VGA Saint-Maur
- Championnat de France (5)
  - Championne en 1985, 1986, 1987, 1988, 1990.
  - Vice-championne en 1991.

### Distinctions individuelles
- Meilleure buteuse du championnat de France en 1984-1985 (29 buts)

## Statistiques

### En club
| Club           | Saison    | Buts | Réf.   |
| -------------- | --------- | ---- | ------ |
| Stade de Reims | 1982-1983 | 14   | [ 24 ] |
| Stade de Reims | 1983-1984 | 16   | [ 25 ] |
| VGA Saint-Maur | 1984-1985 | 29   | [ 10 ] |
| VGA Saint-Maur | 1985-1986 | 15   | [ 26 ] |
| VGA Saint-Maur | 1986-1987 | 16   | [ 27 ] |

### En sélection
| Sélection | Année | Statistiques | Statistiques |
| Sélection | Année | Matchs       | Buts         |
| --------- | ----- | ------------ | ------------ |
| France    | 1977  | 2            | 0            |
| France    | 1978  | 1            | 0            |
| France    | 1979  | 1            | 0            |
| France    | 1982  | 2            | 1            |
| France    | 1983  | 3            | 0            |
| France    | 1984  | 1            | 0            |
| France    | 1985  | 3            | 1            |
| France    | 1986  | 1            | 0            |
| France    | 1987  | 2            | 0            |
| Total     | Total | 16           | 2            |

## Distinctions
- Chevalier de la Légion d'honneur. Le 14 juillet 2016, elle est nommée au grade de chevalier par le ministre de la ville, de la jeunesse et des sports Patrick Kanner[28].

## Hommages
En 2017, la ville de Carcassonne inaugure une halle aux sports à son nom ; cela fait suite au résultat de l'enquête menée auprès des collégiens des établissements André Chenier et Varsovie, après plusieurs propositions de noms de femmes remarquables dans le domaine sportif.

## Anecdotes
Elle est marraine de la promotion 2019 de l'ENS Rennes.

## Ouvrage
- Participation à : Marie Moinard et collectif, En chemin elle rencontre… : Les artistes se mobilisent pour l'égalité femme-homme, Vincennes/Paris, Des ronds dans l'O / Amnesty International, février 2013, 84 p. (ISBN 978-2-917237-46-5)